# Hydrochloorthiazide
Hydrochloorthiazide (HCT) is een thiazidediureticum. Op grond van werkzaamheid en prijs is bij de behandeling van hypertensie bij ouderen (ouder dan 55 jaar) een thiazidediureticum het middel van eerste keus. Afhankelijk van leeftijd, plasma renine activiteit, etnische afkomst en eventuele andere aandoeningen die de patiënt heeft, komen ook andere bloeddrukverlagende middelen als eerste keuze middel in aanmerking. Hydrochloorthiazide is ook geschikt voor de behandeling van geïsoleerde systolische hypertensie, evenals langwerkende dihydropyridine calcium antagonisten. Dit is een vorm van hypertensie, waarbij alleen de bovendruk verhoogd is. Dit komt vooral bij ouderen voor, door een toegenomen diameter en stijfheid van de aorta en de reflectie van bloeddrukgolven vanuit de periferie terug naar het hart. Bij de behandeling van perifeer oedeem wordt doorgaans een sterker werkend lisdiureticum gebruikt.
De stof is opgenomen in de lijst van essentiële geneesmiddelen van de Wereldgezondheidsorganisatie (WHO).

## Eigenschappen
Thiazidediureticum. Werking na 1 à 2 uur, maximaal effect na 4 uur. Werkingsduur ongeveer 12 uur. Bij nierfunctiestoornis, creatinineklaring 30–70 ml/min: de dosering halveren.

## Dosering
Hypertensie: onderhoudsdosering 12,5–25 mg; maximaal 50 mg per dag. Bij oedeem of hartfalen: 25 tot 100 mg.

## Indicaties
- Hypertensie
- Hartfalen
- Oedeem bij levercirrose en nefrotisch syndroom
- Renale diabetes insipidus

## Contra-indicaties
- Ernstige nierinsufficiëntie
- Levercirrose met ascites en elektrolytenverschuivingen.
- Overgevoeligheid voor sulfonamidederivaten.

## Zwangerschap
Vooral tijdens het tweede en derde trimester van de zwangerschap is de stof schadelijk.

## Lactatie
Hydrochloorthiazide gaat over in de moedermelk. Tijdens gebruik geen borstvoeding geven.

## Bijwerkingen
- verstoring van de water- en elektrolytenbalans, m.n. hypokaliëmie, soms hyponatriëmie, hypercalciëmie, hypochloremische alkalose en uitdroging. Dit kan leiden tot een droge mond en xerostomie (hyposalivatie of drogemondsyndroom), moeheid, spierkrampen en duizeligheid (orthostatische hypotensie).
- verhoging van serumlipiden
- jicht
- verminderde glucosetolerantie.
- zelden: overgevoeligheidsreacties

## Interacties
- Verhoging van de lithiumspiegel.
- Remming van de werking van insuline en orale antidiabetica.
- Hartglycosiden als het diureticum heeft geleid tot hypokaliëmie.
- Gelijktijdig gebruik van corticosteroïden kan leiden tot verhoogd kaliumverlies.
- Prostaglandinesynthetaseremmers kunnen de werking verminderen.